# BMW 7系列 (G11)

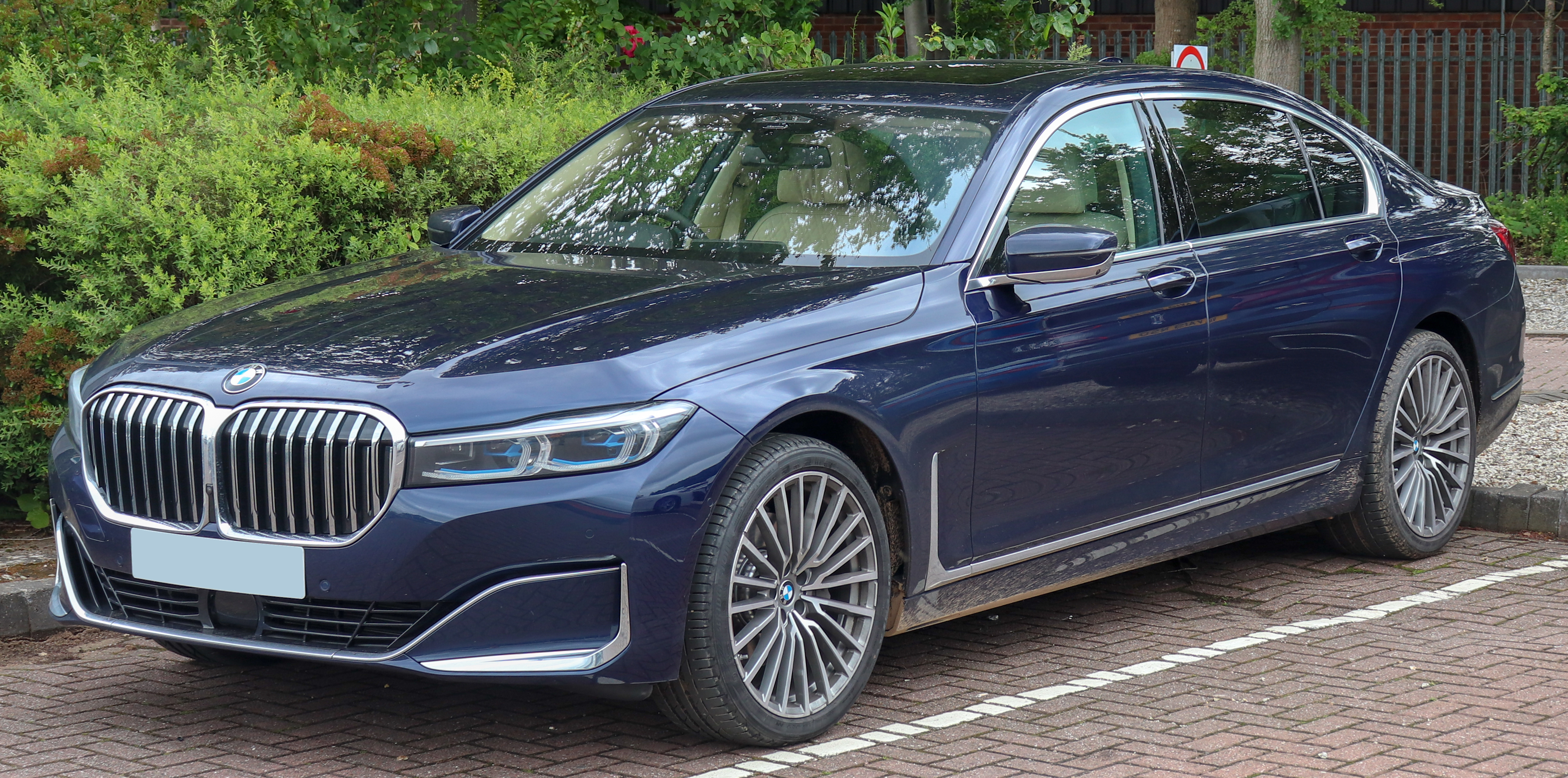

BMW 7系列 (G11)是德國汽車企業BMW旗下車型BMW 7系列的第二新車款，繼承2008年至2015年期間生產的BMW F01。G11是BMW7系列的第六代車型，在2015年法蘭克福車展上正式登場。BMW 7系列在2015年7月開始在德國生產，同年10月上市銷售。2016年BMW推出了740e和740Le 混合動力車型。